# Olonets
Olonets (Russisch: Олонец; Fins: Aunus) is een stad in de Russische autonome republiek Karelië. De stad ligt aan de oevers van de rivier de Olonka, ten oosten van het Ladogameer.
Olonets is de oudste gedocumenteerde nederzetting in Karelië, met verwijzingen naar de stad vanaf 1137. Tot 1649 is er niet veel bekend. In 1649 werd er een fort gebouwd ter bescherming van Rusland tegen de Zweden. Hetzelfde jaar verkreeg Olonets stedelijke rechten. Tot de Grote Noordse Oorlog was de stad de belangrijkste marktplaats voor de Russisch-Zweedse handel. Ten zuiden van de stad ontstonden verscheidene versterkte abdijen, waarvan het Aleksander-Svirskiklooster de belangrijkste was.
In de 18e eeuw verschoof het zwaartepunt van Olonets' economie van handel naar ijzerverwerkende industrie. In 1773 werd de stad de hoofdstad van de Goebernija Olonets. Petrozavodsk verkreeg die titel echter elf jaar later, en het belang van Olonets verminderde.
Heden is Olonets een van de historische steden van Karelië, en de enige stad waar de Kareliërs in de meerderheid zijn.
Bestuurlijk centrum: Petrozavodsk

Belomorsk · Kem · Kondopoga · Kostomoeksja · Lachdenpochja · Medvezjegorsk · Olonets · Pitkjaranta · Poedozj · Segezja · Soeojarvi · Sortavala